# Gregorio Maria Grassi
Gregorio Maria Grassi, al secolo Pier Luigi (Castellazzo Bormida, 13 dicembre 1833 – Taiyuan, 9 luglio 1900), è stato un religioso appartenente all'Ordine francescano, vescovo missionario in Cina, ucciso da rivoltosi durante la rivolta dei Boxer; è venerato come santo e martire dalla Chiesa cattolica.

## Biografia
Gregorio nacque il 13 dicembre 1833 a Castellazzo Bormida (Alessandria), da Giovan Battista Grassi e Paola Francesca Moccagatta, onesti borghesi e possidenti; al battesimo fu chiamato Pier Luigi.
Nel 1848 con il consenso dei genitori, a 15 anni entrò nel convento dei frati minori di Bologna; il 2 novembre dello stesso anno fu mandato a Montiano (Forlì) per il noviziato cambiando il nome di Pier Luigi in Gregorio Maria. Superato con forza e volontà il duro periodo del noviziato che in questo convento a sud di Cesena, era particolarmente rigido alla Regola, Gregorio Maria fece la sua professione il 14 dicembre 1849; il 17 agosto 1856 venne ordinato sacerdote a Mirandola.
Nel 1861 s'imbarcò per l'Estremo Oriente sostando per un certo tempo nella Palestina; arrivata a Porto Said una nave diretta al Tonchino, Gregorio corse a Suez ottenendo di far parte dell'equipaggio.
Era particolarmente cultore del canto, che nelle modulazioni semplici dei cinesi, assumevano una struggente melodia, tutte le devozioni pubbliche in Cina sono accompagnate dal canto. Infondendo fra i suoi cari cinesi le energie di un'intensa attività giovanile, padre Gregorio Grassi trascorse i primi 12 anni, acquistando una preziosa esperienza dei luoghi e degli uomini, che sarà utilissima per la sua lunga carriera missionaria.
Il 19 novembre 1876 venne consacrato vescovo titolare di Ortosia di Fenicia nella cattedrale di Tai-yuen-fu dal vicario apostolico di Pechino e il suo impegno aumentò e furono costruite scuole di ogni tipo, ampliate quelle esistenti, consolidò il seminario indigeno; facilitò e progettò il primo convento francescano nel 1891 a Tong-eul-kon.
Nei suoi 40 anni di missione, edificò, riparò o abbellì circa 60 chiese ed oratori; cominciò la costruzione del grande ospedale a Tai-yuen-fu, demolito durante la persecuzione; curò l'accoglienza e la crescita di oltre 200 orfanelle da lui affidate alle suore chiamate ad aiutarlo.
Nel 1900, allo scoppio della ribellione dei Boxer, monsignor Grassi e altri religiosi (tra cui monsignor Francesco Fogolla) vennero arrestati e il 9 luglio vennero tutti massacrati e molti decapitati. I corpi vennero gettati in una fossa comune e poi sepolti per paura di pestilenze.

## Culto
Grassi e compagni vennero beatificati nel 1946 da Pio XII e canonizzati il 1º ottobre 2000 da Giovanni Paolo II. La memoria liturgica è il 9 luglio.

## Genealogia episcopale e successione apostolica
La genealogia episcopale è:
- Cardinale Scipione Rebiba
- Cardinale Giulio Antonio Santori
- Cardinale Girolamo Bernerio, O.P.
- Arcivescovo Galeazzo Sanvitale
- Cardinale Ludovico Ludovisi
- Cardinale Luigi Caetani
- Cardinale Ulderico Carpegna
- Cardinale Paluzzo Paluzzi Altieri degli Albertoni
- Papa Benedetto XIII
- Papa Benedetto XIV
- Papa Clemente XIII
- Cardinale Giovanni Francesco Albani
- Papa Pio VI
- Cardinale Carlo Bellisomi
- Vescovo Marcelino José Da Silva
- Vescovo Roque José Carpegna Díaz, O.P.
- Vescovo François-Alexis Rameaux, C.M.
- Vescovo Bernard-Vincent Laribe, C.M.
- Vescovo Jean-Henri Baldus, C.M.
- Vescovo Louis-Gabriel Delaplace, C.M.
- Vescovo François-Ferdinand Tagliabue, C.M.
- Vescovo Gregorio Maria Grassi, O.F.M.

La successione apostolica è:
- Vescovo Beniamino Geremia, O.F.M. (1885)
- Vescovo Martin Poell, O.F.M. (1890)